# Heidi Biebl
Heidi Biebl (Oberstaufen, 17 febbraio 1941 – Immenstadt im Allgäu, 20 gennaio 2022) è stata una sciatrice alpina tedesca, campionessa olimpica e iridata nella discesa libera a Squaw Valley 1960 e vincitrice di diverse classiche dello sci alpino; gareggiò per la nazionale tedesca occidentale e, agli VIII Giochi olimpici invernali di Squaw Valley 1960 e ai IX di Innsbruck 1964, per la Squadra Unificata Tedesca.
Nell'ultimo scorcio della sua carriera (stagione 1964-1965) aggiunse al proprio il cognome del coniuge e gareggiò come Heidi Schmid-Biebl.

## Biografia

### Carriera sciistica

#### Stagioni 1958-1960
Sciatrice polivalente, Heidi Biebl debuttò in campo internazionale in occasione delle SDS-Rennen 1958 (Grindelwald, 8-11 gennaio), classificandosi 52ª nella discesa libera, 50ª e 33ª nei due slalom giganti e 46ª nella combinata; nel 1959 vinse lo slalom speciale di Rottach-Egern dell'8 marzo.
Nel 1960 si piazzò 2ª nella discesa libera delle SDS-Rennen (Grindelwald, 6-8 gennaio), 3ª nella discesa libera e nello slalom gigante del trofeo dell'Hahnenkamm (Kitzbühel, 15-17 gennaio) e prese parte agli VIII Giochi olimpici invernali di Squaw Valley 1960 (19-27 febbraio), suo esordio olimpico e iridato: vinse la medaglia d'oro nella discesa libera, divenendo così la più giovane campionessa olimpica nella storia dello sci alpino ai Giochi olimpici, e fu 37ª nello slalom gigante, 21ª nello slalom speciale e 13ª nella combinata, disputata in sede olimpica ma valida solo ai fini dei Mondiali 1960. 

#### Stagioni 1961-1962
Nel 1961 vinse la discesa libera e la combinata delle SDS-Rennen (Grindelwald, 10-13 gennaio), dove si classificò 2ª nello slalom speciale, si piazzò 2ª nella discesa libera, nello slalom speciale e nella combinata dell'Hahnenkamm (Kitzbühel, 20-21 gennaio), 3ª nella discesa libera e 2ª nello slalom speciale e nella combinata del Grand Prix Feminine (Saint-Gervais-les-Bains, 26-28 gennaio), 2ª nella discesa libera e nello slalom speciale delle Silberkrugrennen (Badgastein, 3-5 febbraio); vinse quindi lo slalom gigante di Lenggries del 26 febbraio, la Coppa Grischa di Davos/Lenzerheide/Sankt Moritz (28 febbraio-3 marzo), dove fu 1ª nello slalom speciale, 2ª nella discesa libera e 2ª nello slalom gigante, e la combinata del trofeo Arlberg-Kandahar (Mürren, 10-12 marzo), classificandosi 2ª nella discesa libera e nello slalom speciale.
Nella stagione 1961-1962 vinse lo slalom gigante e la combinata e si piazzò 2ª nello slalom speciale del Critérium de la première neige (Val-d'Isère, 14-17 dicembre), vinse la combinata e fu 2ª nella discesa libera e nello slalom speciale delle SDS-Rennen (Grindelwald, 9-12 gennaio), si classificò 3ª nello slalom gigante delle Silberkrugrennen (Badgastein, 17-19 gennaio) e partecipò ai Mondiali di Chamonix 1962 (10-18 febbraio), dove si piazzò 11ª nello slalom gigante non completò la discesa libera e lo slalom speciale; sul finire della stagione conquistò lo slalom speciale e fu 2ª nella combinata dell'Arlberg-Kandahar (Sestriere, 9-11 marzo) e all'Otto Furrer Memorial (Zermatt, 16-18 marzo) si classificò 2ª nella discesa libera e nella combinata e 3ª nello slalom speciale.

#### Stagioni 1963-1965
Nella stagione 1962-1963 si piazzò 3ª nello slalom speciale e nella combinata del Grand Prix Feminine (Saint-Gervais-les-Bains, 24-26 gennaio), 2ª nello slalom speciale e nella combinata delle gare pre-olimpiche di Axamer Lizum (15-17 febbraio), 3ª nello slalom gigante, 2ª nello slalom speciale e 2ª nella combinata del trofeo Holmenkollen-Kandahar (Holmenkollen, 14-15 marzo) e vinse lo slalom speciale e fu 2ª nello slalom speciale di Bad Hindelang (14-14 aprile). Ai IX Giochi olimpici invernali di Innsbruck 1964 (29 gennaio-9 febbraio), sua ultima presenza olimpica e iridata, fu 4ª sia nella discesa libera sia nello slalom speciale, mentre non completò lo slalom gigante; si classificò quindi 2ª nello slalom gigante e nello slalom speciale del Grand Prix du Savoiedi quell'anno (Méribel, 20-22 marzo).
Nel 1965 si piazzò 3ª nello slalom speciale di Oberstaufen del 3 gennaio, vinse lo slalom speciale e la combinata e fu 3ª nella discesa libera delle SDS-Rennen (Grindelwald, 9-12 gennaio) e all'Arlberg-Kandahar (Sankt Anton am Arlberg, 15-17 gennaio) s'impose nuovamente nello slalom speciale e si classificò 3ª nella discesa libera e 2ª nella combinata; alle Goldschlüsselrennen di  Schruns (19-21 gennaio) si piazzò 2ª nello slalom gigante, nello slalom speciale e nella combinata, al Grand Prix Feminine (Saint-Gervais-les-Bains, 27-29 gennaio) 3ª nello slalom speciale, infine alla Coppa dei Paesi alpini (Davos, 9-15 febbraio) 2ª nello slalom speciale: fu quella l'ultima competizione internazionale alla quale prese parte e si ritirò l'anno seguente a causa di divergenze con la Federazione sciistica della Germania.

### Altre attività
Dopo il ritiro lavorò come commentatrice sportiva per diverse reti televisive tedesche, oltre a svolgere le attività di istruttrice di sci e albergatrice nella natia Oberstaufen.

## Palmarès

### Olimpiadi
- 1 medaglia, valida anche ai fini dei Mondiali:
  - 1 oro (discesa libera a Squaw Valley 1960)

### Classiche
Arlberg-Kandahar
- 3 vittorie (combinata a Mürren 1961; slalom speciale a Sestriere 1962; slalom speciale a Sankt Anton am Arlberg 1965)

Critérium de la première neige
- 2 vittorie (slalom gigante, combinata a Val-d'Isère 1961)

SDS-Rennen
- 5 vittorie (discesa libera, combinata a Grindelwald 1961; combinata a Grindelwald 1962; slalom speciale, combinata a Grindelwald 1965)

### Campionati tedeschi
- 14 ori (slalom gigante nel 1959; slalom speciale nel 1960; discesa libera, slalom gigante, slalom speciale, combinata nel 1961; discesa libera, slalom speciale nel 1962; discesa libera, slalom gigante, combinata nel 1964; slalom gigante, slalom speciale, combinata nel 1965)[2]
- 1 bronzo (dati parziali: discesa libera nel 1965[3])

## Riconoscimenti
La natia Oberstaufen ha intitolato a Heidi Biebl un sentiero e ha esposto i suoi trofeo nel locale museo.